# Contea di Poweshiek
La contea di Poweshiek (in inglese Poweshiek County) è una contea dello Stato dell'Iowa, negli Stati Uniti. La popolazione al censimento del 2000 era di 18 815 abitanti. Il capoluogo di contea è Montezuma.